# Куніцин Никифір Іванович
Ники́фір Іва́нович Куні́цин (нар. 15 червня 1909 — пом. 16 липня 1987) — передовик сільського господарства Української РСР, Герой Соціалістичної Праці (1948).

## Життєпис
Народився 1909 року в селі Солдатському, нині Новоархангельського району Кіровоградської області, в селянській родині. Українець.
Закінчив Мигіївський сільськогосподарський технікум, працював старшим агрономом радгоспу «Мигія» Первомайського району Одеської (нині — Миколаївської) області. У 1932—1933 роках проходив дійсну військову службу в лавах РСЧА. У 1938 році навчався на курсах підвищення кваліфікації при Московській сільськогосподарській академії ім. К. А. Тимірязєва, після закінчення яких був призначений старшим агрономом насінницького радгоспу «Друга п'ятирічка» того ж району.
З початком німецько-радянської війни евакуювався разом з господарством на схід. У 1942 році Мігулинським РВК Ростовської області вдруге призваний до лав Червоної армії. Воював на Ленінградському і 1-у Білоруському фронтах радистом-кулеметником танку Т-34 командира роти 1-го танкового батальйону 220-ї окремої танкової Гатчинської Червонопрапорної бригади, старшина. Член ВКП(б) з 1943 року.
Після демобілізації повернувся у рідне господарство. У 1947 році робітниками насінницького радгоспу «Друга п'ятирічка», у якому старшим агрономом був Н. І. Куніцин, було зібрано по 30,27 центнера зерна з гектару на площі у 84, 4 гектари.
Згодом понад 20 років очолював ордена Трудового Червоного Прапора радгосп «Акмечетські ставки» Доманівського району Миколаївської області.

## Нагороди
Указом Президії Верховної Ради СРСР від 26 лютого 1948 року Куніцину Никифору Івановичу присвоєне звання Героя Соціалістичної Праці з врученням ордена Леніна і золотої медалі «Серп і Молот» (№ 1294).
Також нагороджений двома орденами Трудового Червоного Прапора (11.06.1951, 26.02.1958), орденами Вітчизняної війни 1-го (11.03.1985) та 2-го (12.06.1945) ступенів, Червоної Зірки (13.04.1945), «Знак Пошани» (22.03.1966) і медалями, у тому числі «За відвагу» (20.08.1943).